# Miconia prasina
El camasey blanco (Miconia prasina) es una especie de fanerógama en la familia de Melastomataceae. 

## Descripción
Arbusto perennifolio que alcanza una altura de 7,6 m con diámetro de 10 cm. Se conoce por sus verdes hojas, ovaladas y brillantes, sus flores blancas en grandes ramilletes y sus bayas color azul-púrpura. La fruta del camasey es alimento predilecto del murciélago frutero (Artibeus jamaicensis), especie autóctona, que se alimenta de noche en la parte del bosque donde hay tabonuco (Dacryodes excelsa).

## Distribución
Común en zonas costeras y bosques bajos de Puerto Rico.

## Taxonomía
Miconia prasina fue descrita por (Sw.) DC. y publicado en Prodromus Systematis Naturalis Regni Vegetabilis 3: 188–189. 1828.
Etimología
Miconia: nombre genérico que fue otorgado en honor del botánico catalán Francisco Micó.
prasina: epíteto
Variedad aceptada
- Miconia prasina var. crispula (Spruce) Cogn.

Sinonimia
- Melastoma prasinum Sw.
- Miconia attenuata DC.
- Miconia cristulata Naudin
- Miconia mucronulata Ule
- Miconia nemoralis Naudin
- Miconia prasina var. prasina
- Miconia pteropoda Benth.
- Miconia revoluta Miq.[4]